# RENFE-Baureihe 130
Als Baureihe 130 bezeichnet die spanische Eisenbahngesellschaft Renfe eine Serie von 45 umspurbaren Hochgeschwindigkeitszügen. Die durch ein Konsortium von Talgo und Bombardier gefertigten Züge werden auch als Talgo 250 bezeichnet. Aufgrund der optischen Ähnlichkeit zum Talgo 350 (Pato) wird dieser Zug umgangssprachlich auch als Patito (auf Deutsch: „kleine Ente“) bezeichnet.

## Technik

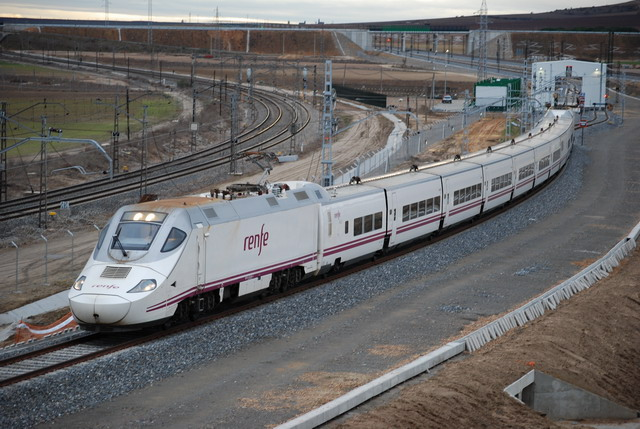
Baureihe 130 in der Umspuranlage Valdestillas

Jeder Zug besteht aus zwei Triebköpfen, die von Talgo in Zusammenarbeit mit Bombardier entwickelt wurden. Dazwischen sind elf niederflurige (Fußbodenhöhe von 760 mm) Wagen vom Typ Talgo 7 eingereiht. Triebköpfe und Wagenzug sind mit Schalenmuffenkupplungen verbunden, die Kopfstücke der Endwagen sind jedoch für den Einbau von Seitenpuffern und Schraubenkupplung wagenbaulich vorbereitet.
Sie erreichen unter 25 kV Wechselspannung eine Höchstgeschwindigkeit von 250 km/h, unter 3 kV Gleichspannung von 200 km/h. Die Züge können Umspuranlagen mit einer Geschwindigkeit von 15 km/h passieren. Eine Besonderheit ist, dass auch die Triebköpfe umspurbar sind.
Die Züge sind mit einer Reihe von Zugbeeinflussungssystemen ausgestattet (ETCS Level 1 und ETCS Level 2, LZB und ASFA) und können daher freizügig auf dem spanischen Bestands- und Schnellfahrstreckennetz eingesetzt werden.
Die Inneneinrichtung der Talgo-End- und Mittelwagen entspricht der der übrigen Talgo-7-Sitzwageneinheiten, zumindest in der Anfangszeit wurden auch Mittelwagen in lokbespannten Talgo-Einheiten eingesetzt.

## Geschichte

### Beschaffung

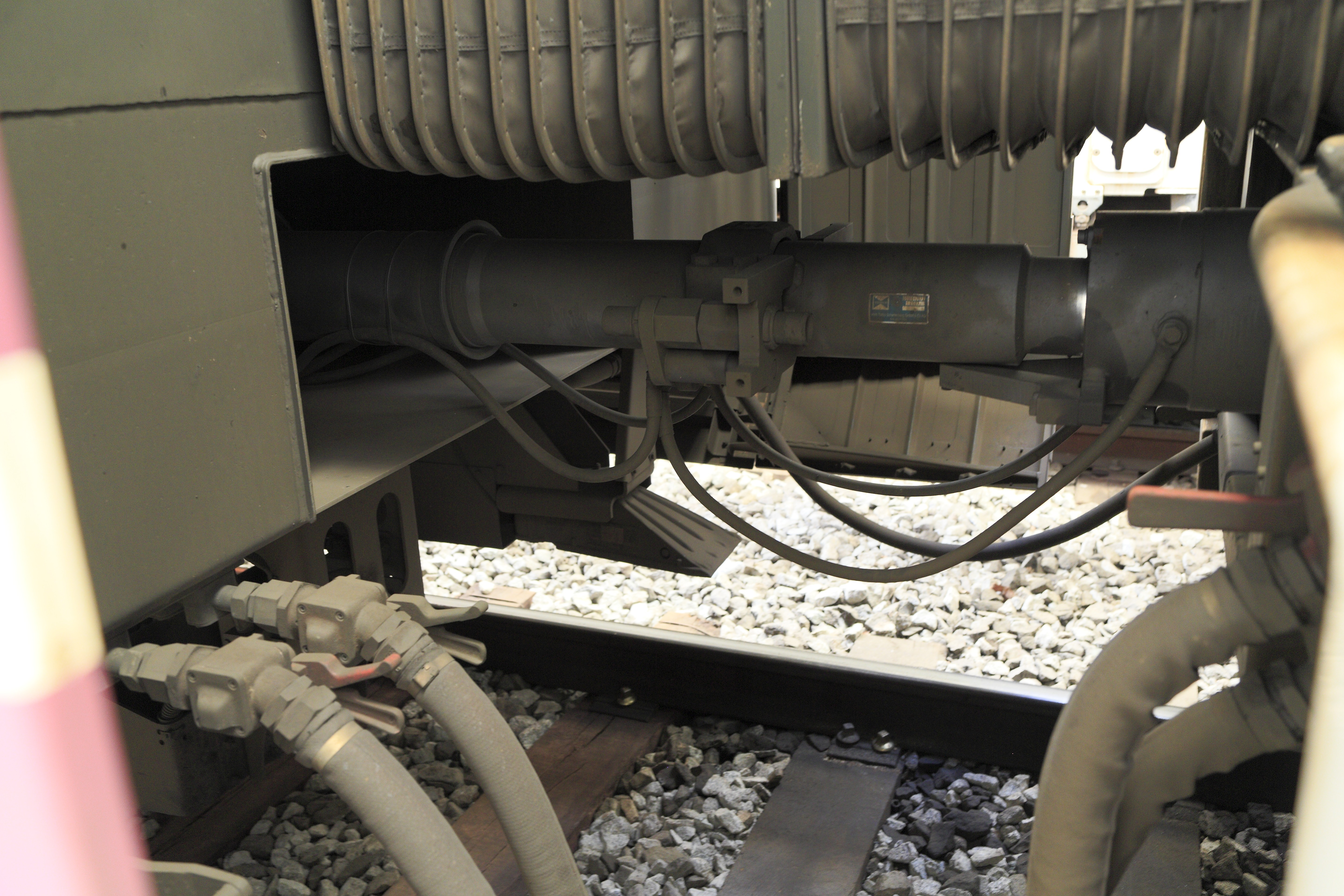
Steifkupplung zwischen Triebkopf (links) und Talgo-Endwagen

Der Verwaltungsrat der RENFE beschloss auf zwei Sitzungen Ende Februar und Anfang März 2004 die Beschaffung von 141 weiteren Hochgeschwindigkeitszügen, darunter 26 Talgo-250-Züge. Einschließlich eines Wartungsvertrages belief sich die Auftragssumme auf 377 Millionen Euro. Der Fertigungsanteil von Talgo wurde auf 88 Millionen Euro beziffert. Der Auftrag wurde etwa zwei Monate später durch die Auftragnehmer offiziell bekanntgegeben. Die Triebköpfe waren Neubauten, für die Wagenzüge wurden zu großen Teilen vorhandene, erst wenige Jahre alte Talgo-7-Einheiten herangezogen. Während die Mittelwagen im Wesentlichen nur mit der Dachleitung versehen werden mussten, war der Umbauaufwand bei den Endwagen deutlich größer. Die Wendezugsteuerung entfiel, die Stirnwandfenster und die Spitzen- und Schlusssignallampen wurden ausgebaut und verschlossen, die Regelschraubenkupplungen und Seitenpuffer ersetzte man durch die Steifkupplung. Zusätzlich erhielten die Endwagen stromlinienförmige Dachaufbauten für den Anschluss an die höheren Triebköpfe und ebenfalls die Dachleitung. Die nicht mehr benötigten, doppelten Leitungsanschlüsse wurden abgebaut.

### Betrieb
Die Einheiten wurden ab dem 6. November 2007 im fahrplanmäßigen Betrieb auf der (breitspurigen) Strecke Madrid–Valladolid–Gijón eingesetzt. Seit Inbetriebnahme der regelspurigen Neubaustrecke Madrid–Valladolid wird diese täglich von acht Talgo-250-Zugpaaren unter der Gattungsbezeichnung Alvia frequentiert, welche über das bestehende Breitspur-Netz u. a. auch Santander, Bilbao und Irún direkt an die Landeshauptstadt anbinden. Inzwischen verkehren die Einheiten im gesamten elektrifizierten spanischen Hauptstreckennetz, auch auf Strecken wie Barcelona–Alicante, wo anfangs kein Spurwechsel notwendig war. Hier ersetzten sie 2009 die Triebzüge der Reihe 101 im Euromed-Dienst.
Im Sommer 2009 wurde berichtet, dass unter der Bezeichnung Talgo 300 RD aus dem Talgo 250 ein Prototyp entwickelt wird, der für Geschwindigkeiten bis 300 km/h ausgelegt werden soll. (Stand: Juli 2009)